# Norman Granz
Norman Granz (6 août 1918, Los Angeles - 22 novembre 2001, Genève) est un imprésario et producteur de jazz américain, actif entre 1945 et 1960. Il est le fondateur des labels Clef, Norgran, Down Home, Verve et Pablo.

## Biographie
Norman Granz est né à Los Angeles, de parents juifs ashkénazes originaires de Tiraspol, en Moldavie. Après l'école, il commence à travailler comme agent de change à la Bourse de Los Angeles. Quand les États-Unis entrent dans la Deuxième Guerre mondiale, il est enrôlé dans l'Armée de l'Air. À la suite de quoi, il est versé au département « Moral », chargé du divertissement des troupes.
Norman Granz fonda plusieurs labels, dont Clef Records en 1946, Norgran Records en 1953, Verve Records en 1956 et Pablo Records en 1973, et associa les plus grands jazzmen de son temps à ses concerts « Jazz at the Philharmonic ». Il a été le maître d'œuvre de l'enregistrement de Porgy and Bess avec Ella Fitzgerald et Louis Armstrong en 1957-58, avec un grand orchestre, dirigé par Russel Garcia. Cet opéra de Gershwin a été reconnu comme opéra en 1980 par les Etats-Unis.

## Engagement politique
Norman Granz a pris position contre le racisme, à une époque où le public était blanc et bon nombre d’artistes étaient noirs. En 1955, à Houston au Texas, il a personnellement retiré les étiquettes "Blanc" et "noir", qui scindaient le public en deux groupes dans la salle de concert. Arrêté par la police entre deux représentations, il fut alors officiellement arrêté pour des cartes à jouer, trouvées dans le vestiaire de son groupe. Granz a été également parmi les premiers à payer les artistes blancs et noirs avec le même salaire.

## Artistes produits par Norman Granz
La base de données Discogs affiche actuellement un total de 1 674 albums. Quelques noms : 
- Chico O'Farrill, Lester Young, Flip Phillips, Charlie Parker, Bud Powell, Joe Pass, Oscar Peterson, Roy Eldridge, Milt Jackson, Art Tatum, Benny Carter, Louis Bellson, Zoot Sims, Dizzy Gillespie, The Trumpet Kings, Joe Turner, Joe Pass, Harry Edison, The Al Gafa Quinteto, Jo Jones, Count Basie, Billie Holiday, Ray Bryant, Machito, Ella Fitzgerald, Clark Terry, Freddie Hubbard, Toots Thielemans, Gerry Mulligan, Paul Desmond, Blossom Dearie, Sarah Vaughan…

- La série des albums Jazz at the Philharmonic.

## Citation
Je me souviens des concerts de Norman Granz, Jazz at the Philharmonic., Georges Perec, Je me souviens, 169.

## Source
- Tad Hershorn: Norman Granz – The Man Who Used Jazz for Justice. 2011